# Show Me Love (Edward Maya e William Imola)
Show Me Love è un singolo di Edward Maya e William Imola pubblicato il 31 maggio 2024.

## Descrizione
Il singolo è scritto testo e musica dagli stessi Edward Maya e William Imola, mentre è prodotto da Edward Maya. Il singolo è stato presentato in anteprima in Italia il 18 maggio 2024.

## Video musicale
Il video musicale è stato pubblicato il 30 maggio 2024 per la regia di Claudio Zagarini. È prodotto da Massimiliano Caroletti che assieme a William Imola cura anche la produzione esecutiva. Il video è stato girato a Latina.

## Tracce
1. Edward Maya e William Imola – Show Me Love – 2:29 (Edward Maya e William Imola)